# Star Wars: Vader colpito
Star Wars: Vader colpito (in originale Star Wars: Vader Down) è un crossover a fumetti statunitense ambientato nell'universo fantascientifico di Guerre stellari, scritto da Jason Aaron (autore della serie regolare Star Wars) e da Kieron Gillen (autore del fumetto Darth Vader) e pubblicato da Marvel Comics. Si tratta del primo crossover da quando la Marvel è tornata a pubblicare fumetti di Guerre stellari.
Il primo numero del crossover, uscito il 18 novembre 2015, riunisce i protagonisti delle due serie regolari principali: Star Wars e Darth Vader. La storia è ambientata dopo le vicende narrate nel secondo arco narrativo di Star Wars, ovvero Resa dei conti sulla luna dei contrabbandieri, e di Darth Vader, ovvero Ombre e segreti, nel periodo compreso tra i film Una nuova speranza e L'Impero colpisce ancora. Il sesto ed ultimo numero è uscito il 6 gennaio 2016. In Italia il crossover, annunciato il 22 aprile 2016, è iniziato il 17 giugno ed è finito il 1º settembre. Il fumetto fa parte del nuovo canone di Guerre stellari.

## Sviluppo
(Kieron Gillen)
Star Wars: Vader colpito è stato annunciato al San Diego Comic-Con nel 2015, in un'intervista con gli autori Jason Aaron e Kieron Gillen sul sito StarWars.com. Il fumetto in sei parti è stato concepito come crossover tra le due serie regolari principali: Star Wars di Aaron e Darth Vader di Gillen. Gli eventi dei due fumetti si svolgono contemporaneamente: infatti entrambi i primi archi narrativi finiscono con Fener che scopre che Luke Skywalker è suo figlio. Con la creazione di un crossover, i due autori sono stati in grado di creare ciò che Aaron aveva definito come un epico evento in stile cinematografico per i fumetti della Marvel Comics. Il crossover dà anche la possibilità a i personaggio di entrambe le serie di incontrarsi, come la dottoressa Aphra con Ian.
La storia è stata concepita dai due autori, che sono stati molto soddisfatti di poter far incontrare i loro personaggi. Il fatto di poter lavorare congiuntamente, ha permesso loro di contare l'un l'altro per farsi domande a vicenda e caratterizzare al meglio i personaggi. Gillen ha spiegato che Fener si ritrova contro l'intero esercito e la flotta dell'Alleanza Ribelle, con la sopravvivenza come unico obiettivo. Questo fa sì che Fener venga descritto come la preda, piuttosto che come il cacciatore, per fare tutto il necessario per sopravvivere. Come risultato, gli autori hanno avuto l'opportunità di rappresentare un pericoloso Fener in un modo in cui non era ancora stato canonicamente raffigurato. Il fumetto in sei parti inizia con Vader colpito, Parte I e continua nelle serie Star Wars e Darth Vader.

## Trama

### Parte 1
- prima pubblicazione USA: 18 novembre 2015
- prima pubblicazione Italia: Vader down 1 16 giugno 2016

Seguendo le indicazioni della dottoressa Aphra, Fener arriva sul pianeta Vrogas Vas e si imbatte in numerose squadriglie di caccia della Resistenza che provano inutilmente ad abbatterlo.
Visto il fallimento di tutti gli attacchi precedenti, Luke decide di schiantarsi direttamente contro il caccia-Tie di Fener.
Entrambi i velivoli precipitano al suolo.
Leila, informata dell'accaduto, parte immediatamente desiderosa di catturare finalmente chi ha contribuito alla distruzione del suo pianeta Alderaan.

### Parte 2
- prima pubblicazione USA: 25 novembre 2015
- prima pubblicazione Italia: Darth Vader 13 30 giugno 2016

Leila, accecata dalla vendetta, assiste alla sconfitta di un intero contingente d'assalto contro Fener e ignora i consigli di Ian di cercare Luke.
Sulle tracce del giovane Jedi è invece Aphra che lo inganna facendo assumere le sembianze di C-3PO al suo droide 000.
Luke viene catturato proprio mentre scopre l'esistenza di un vecchio tempio Jedi e la presenza di misteriose figure.

### Parte 3
- prima pubblicazione USA: 2 dicembre 2015
- prima pubblicazione Italia: Star Wars 13 14 luglio 2016

R2-D2 prova a difendere il suo padrone battagliando con il droide BT di Aphra ma si rivela decisivo l'arrivo di Ian che ferma Aphra mentre Chewbecca stacca le braccia al droide 000.
Leila comanda direttamente il secondo plotone d'assalto e stavolta si trova faccia a faccia con Fener.

### Parte 4
- prima pubblicazione USA: 23 dicembre 2015
- prima pubblicazione Italia: Darth Vader 14 28 luglio 2016

Leila comunica la sua posizione a tutte le forze ribelli rimaste, sperando di radunarle contro Fener anche a costo della sua vita.
Luke corre ad aiutarla senza Ian, impegnato assieme a Chewbecca ad affrontare il cacciatore di taglie Krrsantan.
L'attacco previsto delle forze ribelli viene stroncato sul nascere dall'arrivo dei soldati del Comandante Karbin.

### Parte 5
- prima pubblicazione USA: 6 gennaio 2016
- prima pubblicazione Italia: Star Wars 14 11 agosto 2016

Karbin vuole prendere il posto di Fener al fianco dell'Imperatore e attacca il signore dei Sith mentre i suoi soldati catturano nuovamente Luke.
Ian e Chewbecca sono impegnati contro il cacciatore di taglie e C-3PO viene privato delle braccia dal droide 000 di Aphra.
Leila non sa decidersi se correre ad aiutare Luke o approfittare del duello tra comandanti imperiali.

### Parte 6
- prima pubblicazione USA: 6 gennaio 2016
- prima pubblicazione Italia: Darth Vader 15 1 settembre 2016

Grazie all'intervento dell'astronave di Aphra, Fener riesce a sconfiggere il Comandante Karbin.
Usando la Forza, poi, il signore dei Sith fa precipitare la navetta dei soldati di Karbin che stavano rapendo Luke.
Il ragazzo è salvo ma Aphra cerca di tenere in scacco tutti minacciando di far detonare un campo minato. Leila, sopraggiunta alle sue spalle, la stordisce e la porta prigioniera sul Millennium Falcon che fugge via impedendo ancora una volta a Fener di catturare il giovane Jedi suo figlio.